# カルテジアン劇場

経験される対象は脳の中に住んでいる小人の前で上映される

カルテジアン劇場（カルテジアンげきじょう、Cartesian Theater）とは、心身二元論に基づく伝統的な意識のモデル（意識のホムンクルス・モデル）を批判するために、アメリカの哲学者・認知科学者のダニエル・デネットが用いた比喩。
カルテジアンとは「デカルトの」という意味で、デカルト劇場、デカルトの劇場などと訳されることもある。
人間の脳に意識の主体である小人（ホムンクルス）が居ると仮定すると、その小人は人間の経験した感覚を（劇場で映画でも見るように）鑑賞しているのか、それでは無限後退ではないか、という論法で小人の存在を否定する。
デネットは1991年の著作『解明される意識』(Consciousness Explained) のなかでこの比喩を用いてホムンクルス・モデルを批判し、代わるモデルとして意識の多元的草稿モデル (Multiple Drafts Theory) あるいは意識のパンデモニアム（百鬼夜行）モデルを提唱している。

## 心身二元論の伝統への対抗
デカルト以来、哲学的伝統は精神と身体を異なる実体として考える心身二元論が主流となっていた。この伝統に従うと、人間の脳の中では、身体を通して経験された事柄を、劇場の中で鑑賞する小人（ホムンクルス）のような役割を精神が果たしていることになる。このような伝統的意識モデルのうちに暗黙に前提されているのが、身体とは相互排他的な関係にある実体としての精神という心身二元論なのである。そのように経験された感覚的データが小人の前で上映される架空の劇場のことを、デネットはデカルト的二元論から派生した意識のモデルであるとして、カルテジアン劇場と名づけたのである。
ホムンクルスすなわち「意識する私」という中央本部のようなものを、脳の中のどこか（例えば特定のニューロン）に発見できるような思い込みを、デネットはギルバート・ライルに倣ってカテゴリー・ミステイクであるとしている。意識する私という存在自体がどのように意識しているのかを再度考えなければならず、その際に同じ論法を繰り返しても結論として意識する私が現れ、無限後退に陥るからである。

## 神経科学の見地から
かつては、脳の情報処理に「ひとつの統合的な脳の部位」が存在すると考えられていたこともあるが、現在では空間的・時間的に分散されたかたちで処理することが分かっており、脳の特定の部位を選び出して、特権的な意識の座と等価視することはできない。この主張は現在では多くの神経科学者が受け入れている。

## オーウェル主義的モデルとスターリン主義的モデル
カルテジアン劇場を根幹におく意識のモデルは、オーウェル主義的モデルとスターリン主義的モデルという、さらに二つの流れに分けられるとデネットは考える。いずれのモデルも、脳の中には特権的な意識のための座があって、そこの前で経験された事象が上映されるというデカルト的なモデルを前提として考えられているからである。
オーウェル主義的モデル
このモデルの名前は、ジョージ・オーウェルの小説『1984年』で描かれている検閲システムに由来している。
スターリン主義的モデル
こちらは、スターリンが邪魔者を粛清するために行った公開裁判を参考にして名づけられている。